# Frank Cervell
Frank Rutger Cervell, född 22 februari 1907 i Norrköping, död 3 september 1970 i Stockholm, var en svensk militär (överste) och fäktare.

## Biografi
Cervell utnämndes till fänrik i flottan 1930 och till löjtnant 1934. Han övergick till Flygvapnet 1936, befordrades till kapten 1940, major 1944, till överstelöjtnant 1947 och till överste 1951. Han var flygattaché i London och Oslo 1943–1946 med placering i London, avdelningschef vid försvarsstaben 1946–1949, flottiljchef vid Bråvalla flygflottilj (F 13) 1950–1959 samt flyg- och marinattaché i Paris 1959–1963. Cervell blev adjutant hos kronprinsen 1943 och överadjutant hos denne som kung 1951.
Cervell var också fäktare och tävlade för Föreningen för fäktkonstens främjande i Stockholm. Han vann bland annat individuellt SM-guld i värja 1938, brons i lag-VM 1937, silver i lag-VM 1938 och deltog i de olympiska sommarspelen 1948 i London där han tog bronsmedalj i värja för lag. Han var styrelseordförande i Gillette Sweden AB.
Frank Cervell är begravd på Matteus begravningsplats i Norrköping.

## Utmärkelser
- Riddare av Svärdsorden, 1946.[2]
- Riddare av Vasaorden, 1947.[3]
- Kommendör av Svärdsorden, 6 juni 1955.[4]
- Kommendör av första klass av Svärdsorden, 6 juni 1959.[5]